# 斎藤秀夫
斎藤 秀夫（さいとう ひでお、1909年〈明治42年〉5月4日 - 2003年〈平成15年〉9月6日）は、日本の法学者。専門は民事訴訟法、特に競売法、司法学。学位は、法学博士（東北大学・論文博士・1952年）。東北大学名誉教授。司法権論、裁判官論など、日本の司法学の開拓者として著名。菊井維大門下。弟子に小室直人など。

## 略歴
宮城県出身。旧制仙台第一中学校（現・宮城県仙台第一高等学校）、旧制第二高等学校を経て、1933年東北帝国大学法文学部卒、同助手。東京帝国大学法学部に内地留学し、菊井維大、兼子一に師事した。その後、1937年東北帝国大学助教授、1949年東北大学法学部教授。1952年「国会と司法権の独立 国政調査権と裁判官弾劾」で東北大学より法学博士の学位を取得。
1962年より日本学術会議会員。1964年から1965年の全学ストライキ突入等の東北大学学生紛争時代に、法学部長、学長代行を務め、当時体調を崩した石津照爾学長に代わり、学長代行として団交にあたるなど、紛争解決に尽力した。1973年定年退官、名誉教授。引き続き、東北学院大学法学部教授、法学部長、副学長に就任し、大学院法学研究科修士課程並びに同博士課程の創設に尽力し、国際交流にも力を注いだ。1975年から2003年にかけて仙台法経専門学校校長。宮城県地方労働委員会会長。1981年、勲二等旭日重光章受勲。20年以上にわたり法学部長職を務め、1995年退職。
次男は慶應義塾大学名誉教授・法学者の斎藤和夫。

## 著書
- 『ナチス・ドイツの文化統制』日本評論社、1941
- 『戦時生活の法律と判例』河出書房、1944
- 『戦争と民事訴訟法』日本評論社 法学叢書、1944
- 『国会と司法権の独立 国政調査権と裁判官弾劾』岩波書店、1951
- 『国会と司法権』日本評論新社、1955
- 『競売法』有斐閣 法律学全集、1960
- 『裁判官論』一粒社、1963
- 『民事訴訟法概論』有斐閣、1964
- 『民事訴訟法入門』青林書院新社 法学入門講座、1981
- 『民事訴訟法理論の生成と展開』有斐閣、1985
- 『民事訴訟法学内外の視角』有斐閣、1986
- 『新民事訴訟法解説』第一法規出版、1997

## 共編著
- 『会社更生破産・和議の法律相談』坂野英雄共著 日本評論新社、1956
- 『ケースブック破産法』桜田勝義共編 有信堂、1968
- 『注解民事訴訟法』第1‐12 編著 第一法規出版、1968‐81
- 『民事訴訟法小事典』編著 有信堂、1968 法律学小事典シリーズ
- 『破産法講義』編 青林書院新社、1970 青林講義シリーズ
- 『強制執行法講義』編 青林書院新社、1971 青林講義シリーズ
- 『演習法律学大系 12 演習破産法』伊東乾共編 青林書院新社、1973
- 『民事訴訟法の基礎』小室直人共編 青林書院新社、1975 基礎法律学大系
- 『講義民事執行法』編 青林書院新社、1981 青林新講義シリーズ
- 『講義破産法』編 青林書院新社、1982 青林新講義シリーズ
- 『注解破産法』麻上正信共編 青林書院新社、1983
- 『注解家事審判規則・特別家事審判規則』菊池信男共編 青林書院、1987 注解民事手続法
- 『注解家事審判法』菊池信男共編 青林書院、1987 注解民事手続法
- 『逸話で語る民訴学者の面影』鈴木正裕、林屋礼二、河野正憲共編著 第一法規出版、1997
- 『注解破産法』第3版 麻上正信,林屋礼二共編 青林書院、1998‐99